# Robert Wishart
Robert Wishart foi bispo de Glasgow no decorrer das Guerras da Independência da Escócia e um dos principais apoiadores de Sir William Wallace e do rei Robert Bruce.

## Bispo e Guardião
Robert Wishart fazia parte da familia Wisharts, ou Wisehearts, de Pittarrow, Kincardineshire, uma família de ascendência normando-francesa. Ele era primo ou sobrinho de William Wishart, bispo de St. Andrews, um ex-chanceler da Escócia.

## Local de descanso final
Depois de seu falecimento em 1316, seu corpo foi enterrado nos fundos da cripta da Catedral de Glasgow, onde foi bispo por boa parte de sua vida. O túmulo não foi inscrito e a cabeça da efígie foi desfigurada em algum ponto, possivelmente durante a Reforma.